# Gerardo di Avesnes
Gerardo di Avesnes (Gérard d'Avesnes) (...) era un cavaliere proveniente dall'Hainaut che partecipò alla Prima Crociata.
Fu il primo signore di S. Abramo.

## Biografia
Gerardo di Avesnes era figlio di Wedric II d'Avesnes.
Accompagnò nella Prima Crociata Goffredo di Buglione assieme a Eustachio di Berlaimont e Gilles de Chin.
Nel 1099, quando Goffredo di Buglione conquistò Hebron, che fu ribattezzata St. Abram de Bron, ne fece una delle prime signorie del Regno di Gerusalemme dandola in feudo a Gerardo di Avesnes.
Gerardo era stato tenuto in ostaggio ad Arsuf, a nord di Giaffa, ed era stato ferito dalle forze dello stesso Goffredo durante l'assedio del porto, più tardi era stato restituito dai musulmani a Goffredo come segno di buona volontà.
Morì nel corso dell'assedio ad Antipatride.